# Sandy Skoglundová

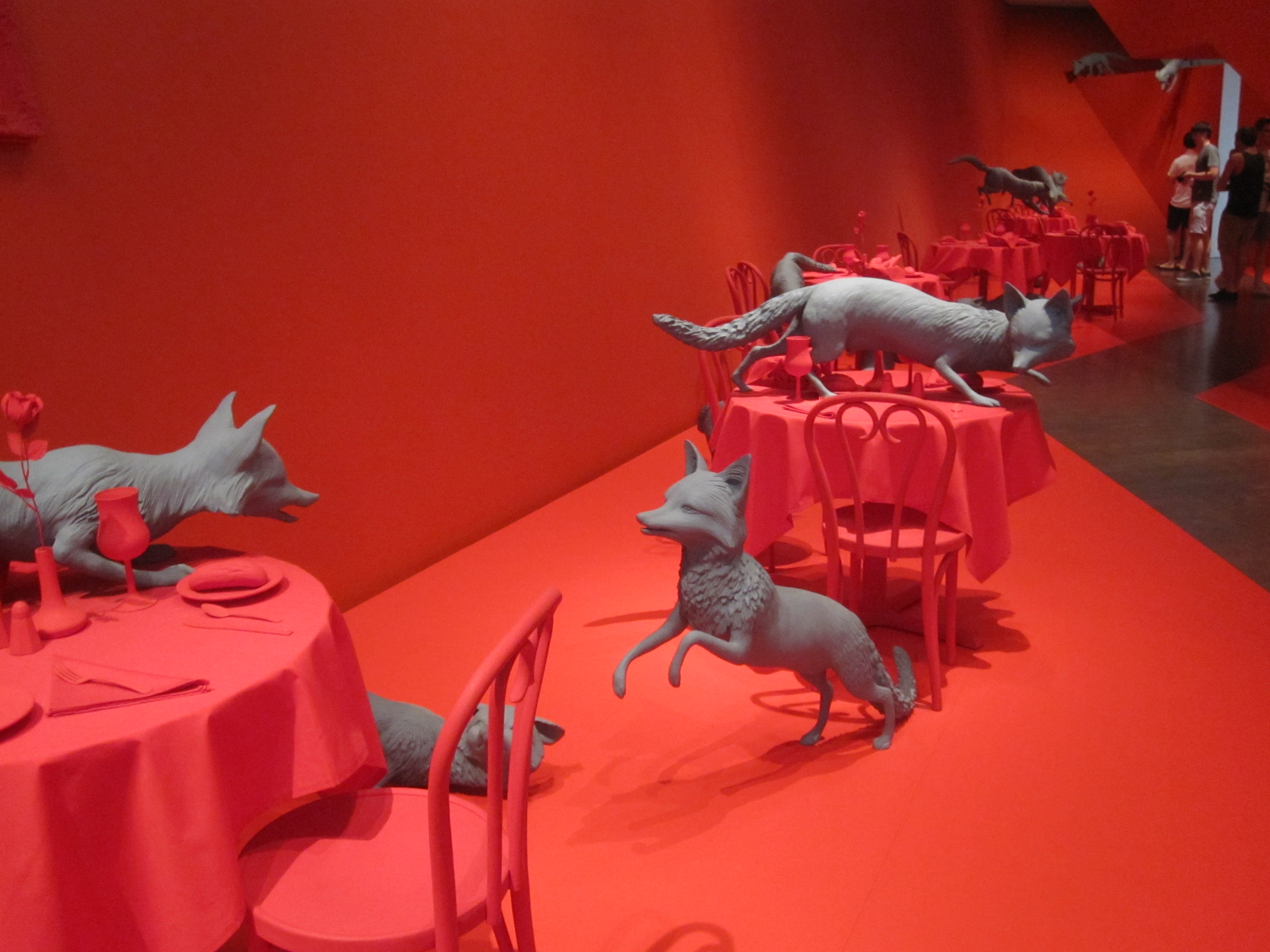
Instalace Fox Games, Denver Art Museum, 2011

Sandy Skoglundová (nepřechýleně Skoglund; * 11. září 1946) je americká fotografka, sochařka, autorka instalací a umělkyně.

## Život a dílo
Autorka tvoří surrealistické obrazy s pomocí komplikovaných staveb nebo živých obrazů, které doplňuje pečlivě vybranými malými dětmi a dalšími objekty a sice v procesu, který trvá i několik měsíců. Nakonec kompletní soubor s živými herci fotografuje. Její práce se vyznačují velkým množstvím prvků v obrazu, jasné, kontrastní barvy nebo monochromatické barevné schéma.
Vystudovala historii umění na Smith College v Northampton, Massachusetts, které ukončila v roce 1968. Od roku 1967 studovala umění na Sorbonně a École du Louvre v Paříži.
V roce 1972 začala pracovat jako konceptuální umělkyně v New Yorku. Sama se naučila fotografovat, aby mohla svá díla zdokumentovat. Mezi její nejznámější díla patří Radioactive Cats (Radioaktivní kočky, 1980), ve kterém na zeleno natřené kočky vyrobené ze sochařské hlíny pobíhají v šedivé kuchyni. Starší muž sedí na židli zády k fotoaparátu, zatímco jeho starší žena se dívá do ledničky, která má stejnou barvu jako stěny. Další série Fox Games (Liščí hry) je také všeobecně známá a částečně se Radioaktivním kočkám podobá. Třetí cyklus se odehrává pozdě v noci a ukazuje velké množství ryb, které se vznášejí nad lidmi ležícími v posteli a nese název Revenge of the Goldfish (Pocta zlaté rybě).
V letech 1973–1976 učila umění na University of Hartford. V současné době učí umění a multimédia a instalaci na Rutgers University v New Jersey.
Její práce jsou ve sbírkách mnoha muzeí, včetně Museum of Contemporary Photography, San Francisco Museum of Modern Art nebo Dayton Art Institute.

## Galerie

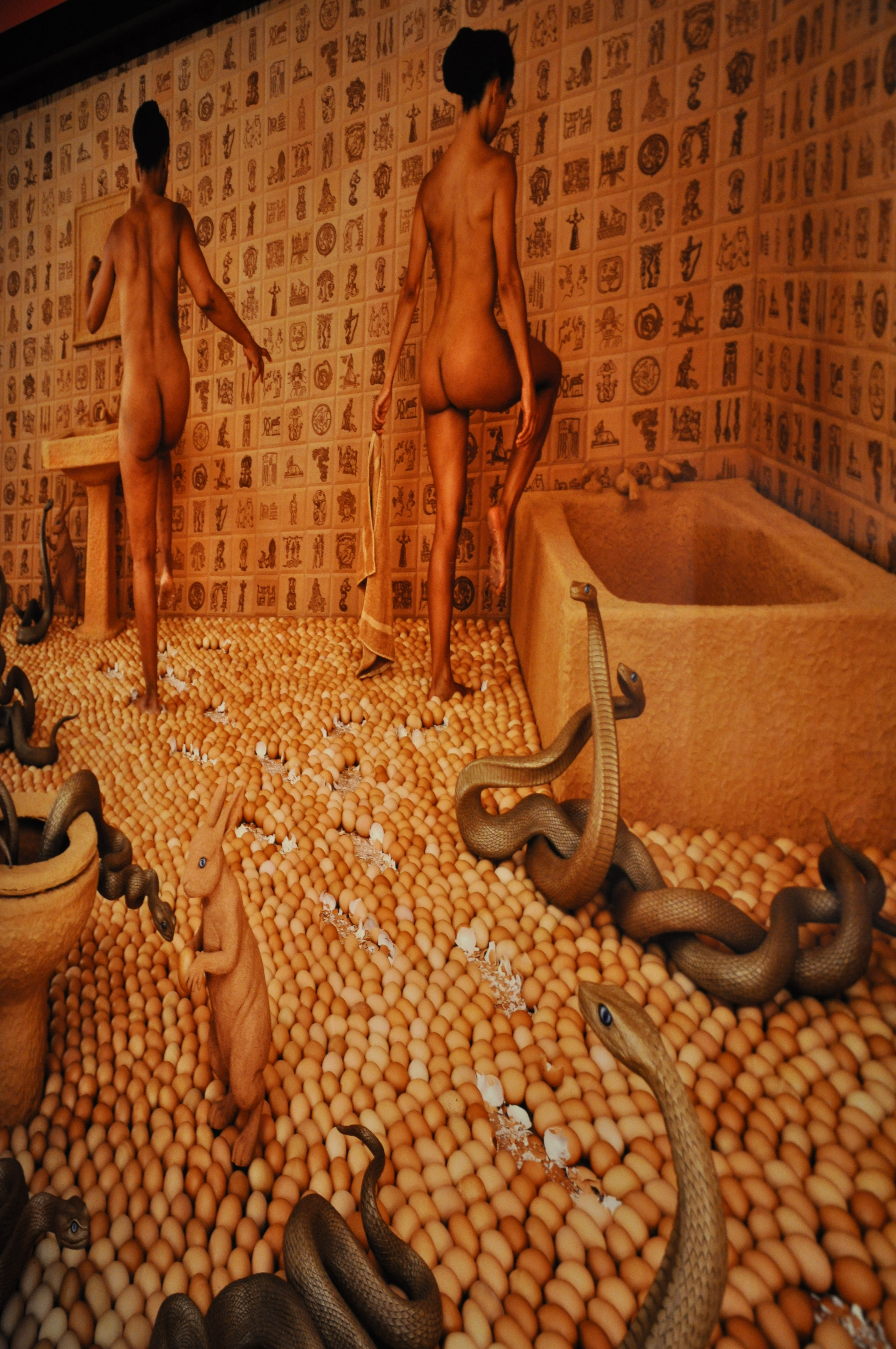
Walking on Eggshells (fragment)
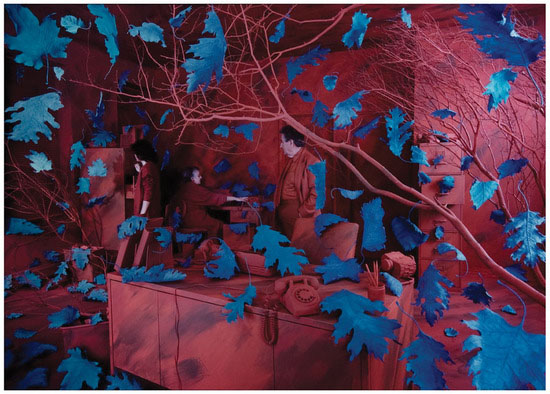
A Breeze at Work
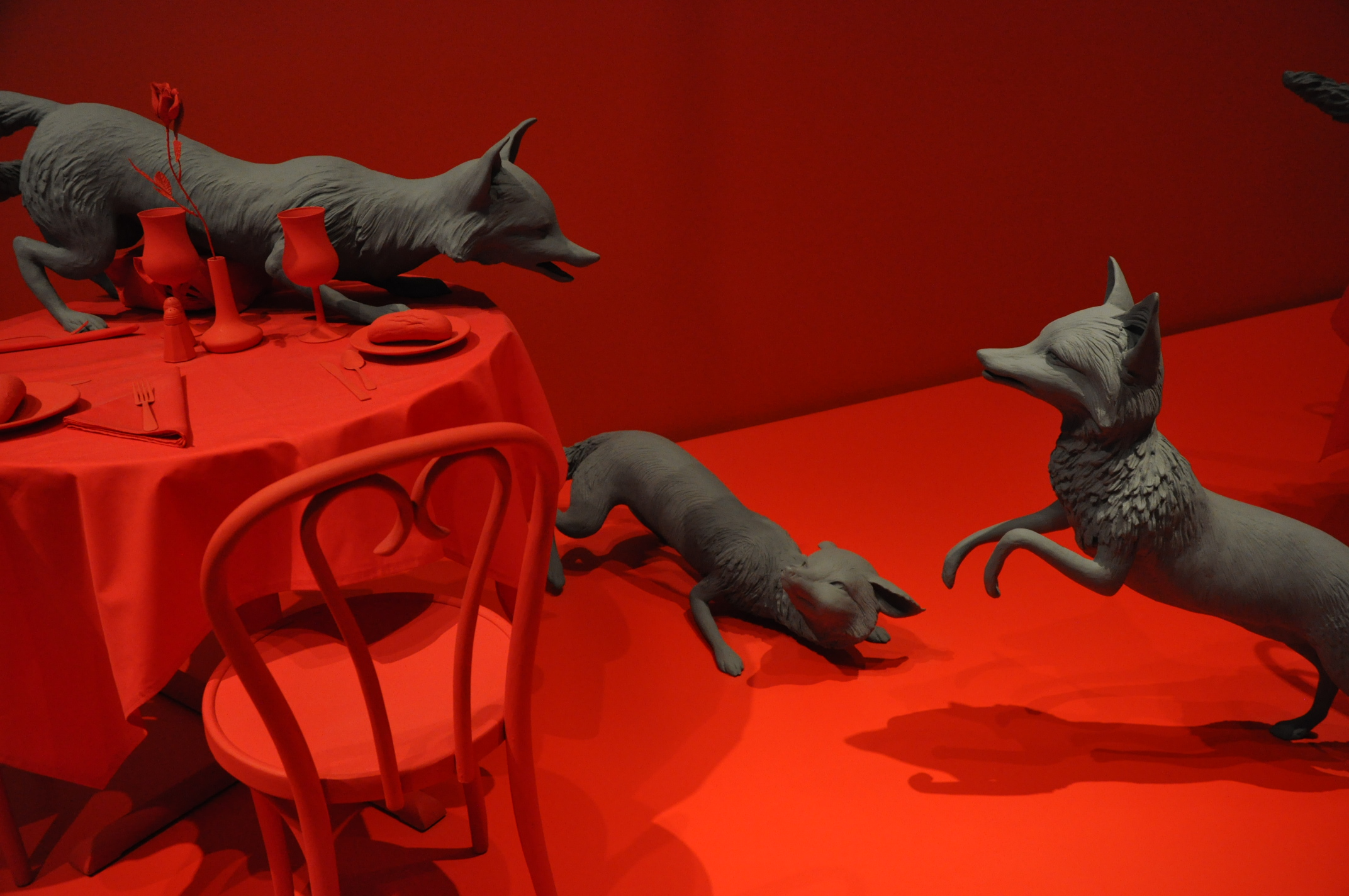
Fox Games
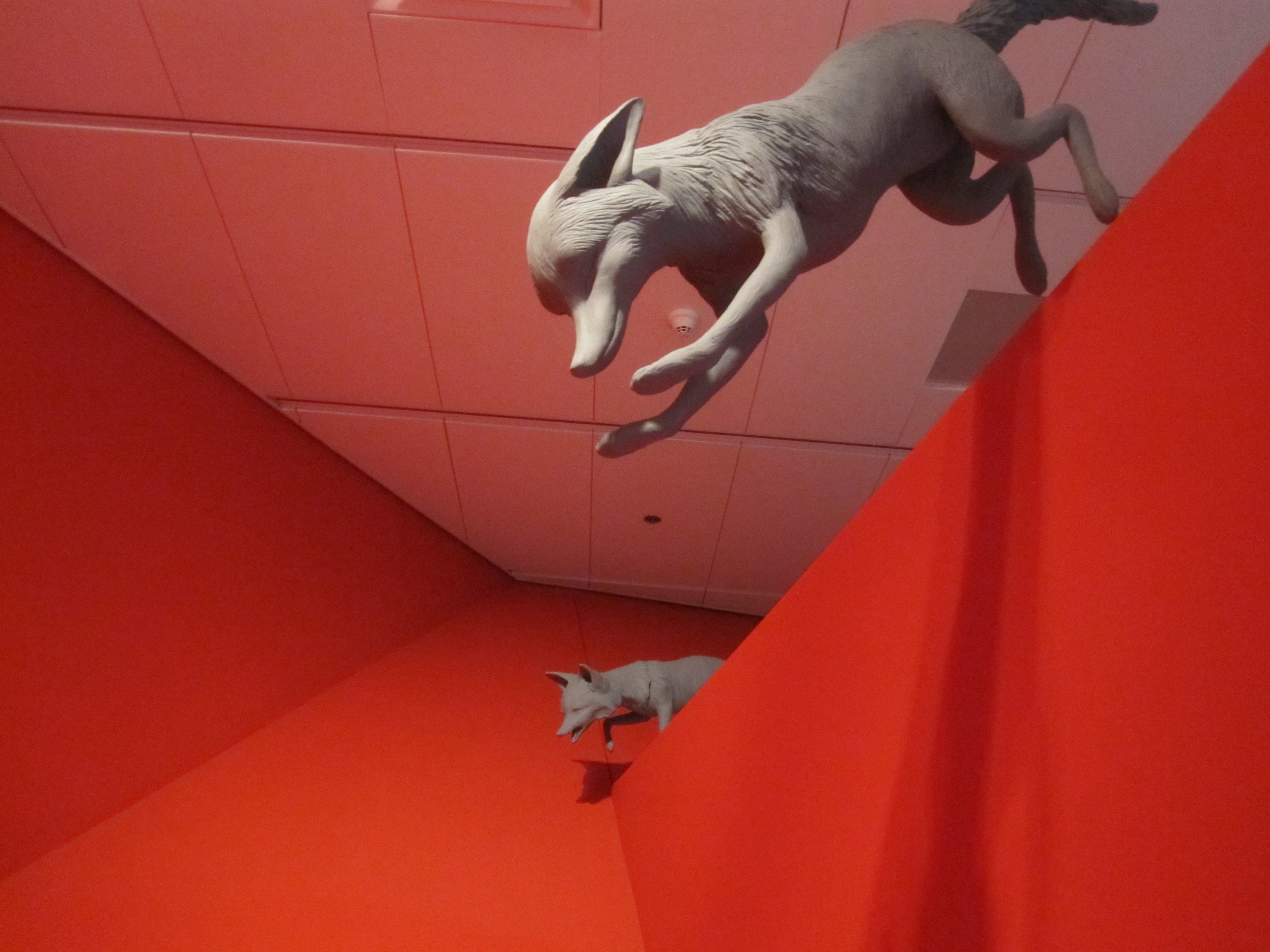
Fox Games
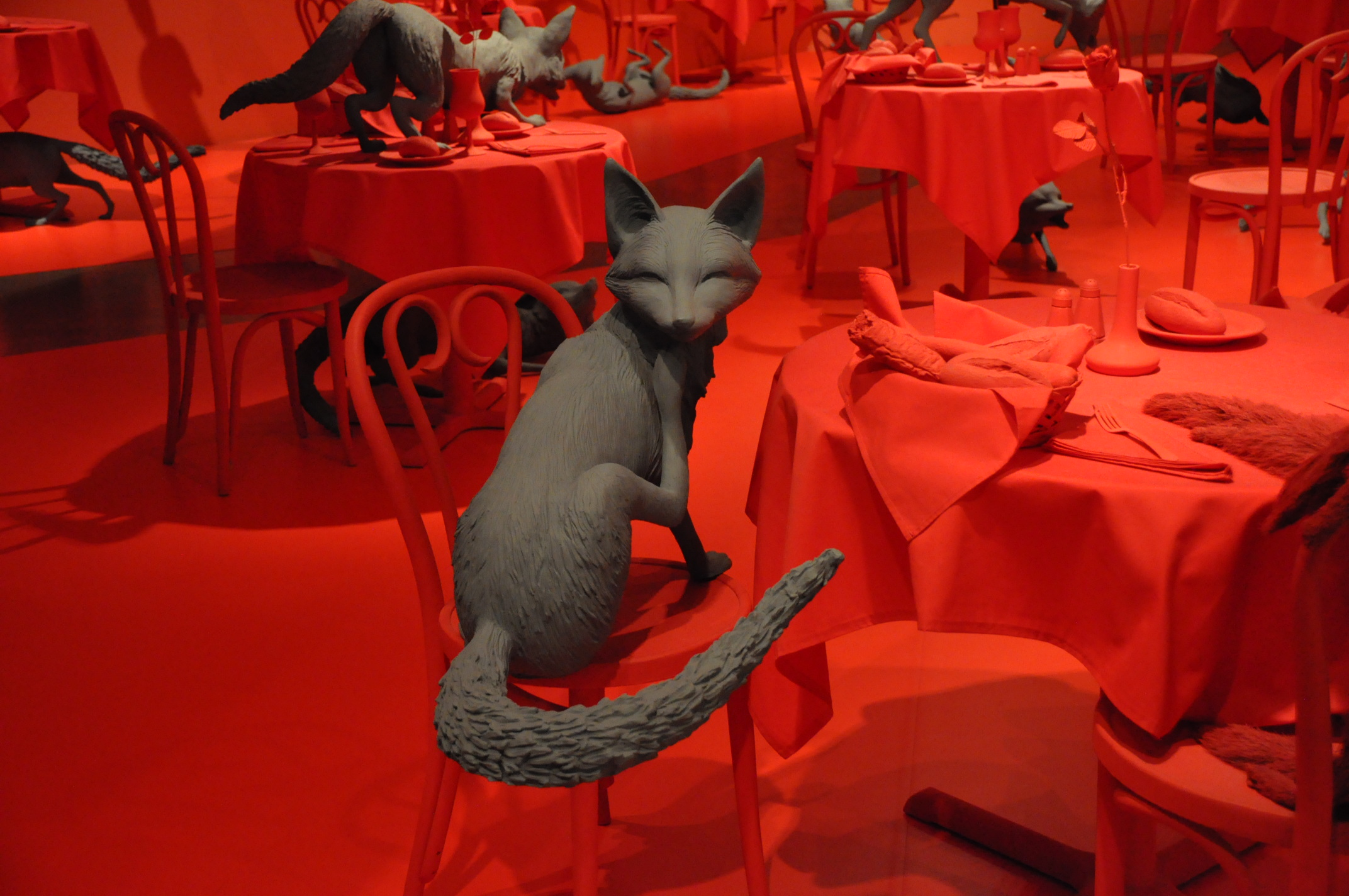
Fox Games